# Монтизума Крик (Јута)
Монтизума Крик (енгл. Montezuma Creek) насељено је место без административног статуса у америчкој савезној држави Јута.

## Демографија
По попису из 2010. године број становника је 335, што је 172 (-33,9%) становника мање него 2000. године.
| Група             | 2000.     | 2010.     |
| Белци             | 12 (2,4%) | 14 (4,2%) |
| Афроамериканци    | 0 (0,0%)  | 0 (0,0%)  |
| Азијати           | 0 (0,0%)  | 0 (0,0%)  |
| Хиспаноамериканци | 6 (1,2%)  | 12 (3,6%) |
| Укупно            | 507       | 335       |